# Фив (футбольный клуб)
«Фив» (фр. SC Fivois) — французский футбольный клуб из одноимённого пригорода на востоке города Лилль. «Фив» основан в 1901 году, в 1944 году объединился с другим клубом из Лилля «Олимпиком», в результате чего был образован «Лилль».

## История
«Фив» был основан в 1901 году, в пригороде Лилля Фив. Первоначально команда называлась «Молнии Фива» (фр. l'Eclair Fivois), под таким названием клуб выступал до 1919 года, когда команда была переименована в спортивный клуб Фив.
В 1932 году «Фив» получил профессиональный статус и принял участие в первом розыгрыше чемпионата Франции. Первая игра в истории клуба на профессиональном уровне закончилась вничью 1:1 против клуба «Канн». Первая победа была одержана в третьем туре чемпионата против «Олимпика» из города Алес со счётом 3:0.
В 1934 году «Фив» добился своего лучшего достижения в чемпионате Франции. В сезоне 1933/34 команда финишировала на втором месте в таблице одержав 13 побед из 26 матчей, проиграв всего одно очко победителю турнира — «Сету».
Команда участвовала в элитном дивизионе на протяжении семи лет вплоть до второй мировой войны.
В 1941 году «Фив» дошёл до финала Кубка Франции, в котором им противостоял «Бордо». Встреча завершилась со счётом 2:0 в пользу «Бордо».
В 1944 году команда была на грани исчезновения. Это вызвано военными реформами, при которых на войну отправлялись профессиональные футболисты французских клубов. Впоследствии было решено объединить два успешно выступающих в элитном дивизионе клуба «Фив» и «Олимпик Лилль» в одну новую команду города — «Лилль».

## Достижения
- Чемпионат Франции
  - Вице-чемпион: 1933/34
- Кубок Франции:
  - Финалист: 1940/41